# Arnolds Tauriņš
Arnolds Tauriņš   (Imperi Rus, 10 d'agost de 1905 - Milwaukee, 20 d'agost de 1984) fou un futbolista letó de la dècada de 1930.
Fou 39 cops internacional amb la selecció de Letònia.
Pel que fa a clubs, defensà els colors de Amatieris i RFK.